# Boeing Sonic Cruiser
El Boeing Sonic Cruiser fue un concepto de un avión transónico de pasajeros propuesto por la compañía estadounidense Boeing Commercial Airplanes en el año 2001.
Con el Sonic Cruiser se buscaba competir dentro del rango de mercado del Concorde, pero solucionando los errores que lo convirtieron en un fracaso. Al no alcanzar Mach 1 evitaría producir los altos niveles de ruido que llevaron el cierre del espacio aéreo al Concorde, y también se conseguían consumos más bajos.
Se esperaba que pudiera transportar 250 pasajeros más carga útil, lo que lo haría rentable, ya que el Concorde tuvo unos de sus mayores fallos en este punto pues solo transportaba un máximo de 120 pasajeros.
Este proyecto fue anunciado el 29 de marzo de 2001 como un avión subsónico de alta velocidad y eficiencia que permitiría cubrir trayectos de 6.000 a 9.000 millas náuticas a una velocidad de crucero de Mach 0,95 a 0,98 (régimen transónico), que representa un viaje un 15% a 20% más rápido que los aviones subsónicos existentes en la actualidad, y transportando de 200 a 250 pasajeros a una altitud promedio de 12.200 metros.
Casi al mismo tiempo de que fuera anunciado el proyecto, American Airlines se convirtió en la primera aerolínea en anunciar su interés en la nueva aeronave, pero un par de meses después debido a que la crisis que se vivía en la industria aeronáutica en aquellos momentos, y que se vio fuertemente acentuada por los atentados del 11 de septiembre de 2001 en la ciudad de Nueva York, el proyecto quedó en suspenso, y fue finalmente abandonado en diciembre de 2002. Algunos analistas señalan que este proyecto pudo ser una cortina de humo para ocultar el desarrollo del Boeing 787. 

### Aeronaves similares
- Lockheed L-2000
- Concorde
- Tupolev Tu-144

- Datos: Q890216